# Ричардсон, Терри
Терри Ричардсон (англ. Terry Richardson; род. 14 августа 1965, Нью-Йорк, США) — американский фэшн-фотограф и клипмейкер.

## Биография
Терри Ричардсон родился в Нью-Йорке, в 1965 году, в семье Боба Ричардсона, знаменитого на тот момент фэшн-фотографа, и Нормы Ричардсон (позднее изменившей имя на Энни), бывшей танцовщицы в клубах Bye Bye Birdie и Copacabana. Его родители развелись в 1970 году. Терри остался с матерью и провёл четыре года в знаменитом Вудстоке. Там Энни встретила своего второго мужа, английского музыканта Джеки Ломакса, и они переехали в Лондон, где жили около года. Затем, семья перебралась в Голливуд.
Терри пять лет играл на бас-гитаре в панк-группе The Invisible Government. Когда группа распалась, он начал свой путь в фотографии. Энни познакомила его с Тони Кентом, фотографом, который позднее нанял Терри в качестве своего ассистента.
Фотографии Терри Ричардсона, как правило, носят автобиографичный, будничный характер. Их отличают провокационные сюжеты, наличие обнажённой натуры и элементы порнографии. Ричардсон известен своими работами для многих домов моды. Он работал с Sisley, Yves Saint Laurent, Tom Ford, Emporio Armani, Diane Von Furstenberg, Jimmy Choo, Lacoste, Hugo Boss, Zegna, Supreme. В 2010 году он занимался съёмкой для очередного выпуска знаменитого календаря Pirelli. Также, в 2007 году фотографировал кандидата в президенты США Барака Обаму, для обложки и страниц сентябрьского Vibe Magazine.
Терри Ричардсон так же снимает музыкальные видео. Например, он работал над клипом «Find a New Way» группу Young Love, а также режиссировал клип Sky Ferreira на композицию «Red Lips». В его активе имеется ряд выпущенных книг с собственными работами, таких как: «Terryworld», «Bob Richardson» (совместно с отцом, Бобом Ричардсоном), Lady Gaga X Terry Richardson, «Terry Richardson: Hysteric Glamour», «Wives, Wheels, Weapons» (совместно с коллегой-фотографом, Джеймом Фреем). 9 сентября 2013 года вышел скандальный клип Майли Сайрус на сингл «Wrecking Ball», режиссёром которого стал Терри Ричардсон. Видео набрало 100 млн просмотров за 6 дней, что стало абсолютным рекордом за всю историю YouTube.
Терри является другом актёра и музыканта Джареда Лето и был снят в клипе его группы «30 Seconds To Mars» на песню «Hurricane». Также он близкий друг знаменитой Леди Гага и является членом Haus of Gaga.

## Личная жизнь
Ричардсон был женат на модели Никки Уберти. А также имел романтические отношения с моделью и актрисой Шэлом Харлоу. 23 марта 2016 года Терри Ричардсон стал отцом. Его возлюбленная Александра Болотов родила двоих сыновей. Близнецов назвали Рекс и Роман.

## Скандалы
В марте 2010 года датская модель и режиссёр Ри Расмуссен обвинила фотографа в растлении юных моделей. Она сказала: «Он (Ричардсон) берёт юных девушек, манипулирует ими, добивается того, что они снимают с себя одежду и делает снимки, которых они будут стыдиться в будущем. Эти девушки слишком боятся сказать „нет“, потому что их модельное агентство заказало эти снимки и они слишком молоды, чтобы постоять за себя». Модель Джейми Пек также обвинила Ричардсона в сексуальных домогательствах, которые имели место во время съёмки Пек в девятнадцатилетнем возрасте. После признания Пек многие фотографы, стилисты, модели, писатели и редакторы признались в том, что боятся Ричардсона, а многие из них также слышали о его домогательствах или непристойном поведении во время съёмок. Ричардсон ответил на все обвинения, написав признание в своём блоге: «Я хочу воспользоваться моментом и сказать, что я пострадал от ложных обвинений. Мне посчастливилось работать со множеством неординарных людей каждый день. Я всегда с вниманием и уважением отношусь к людям, которых снимаю, и контролирую те отношения, которые происходят между мной и людьми перед камерой. Я благодарен всем, кто поддерживал меня. Спасибо, это очень много значит для меня».